# Rauzan
Rauzan – miejscowość i gmina we Francji, w regionie Nowa Akwitania, w departamencie Żyronda.
Według danych na rok 1990 gminę zamieszkiwało 978 osób, a gęstość zaludnienia wynosiła 150 osób/km². Wśród 2290 gmin Akwitanii Rauzan plasuje się na 438. miejscu pod względem liczby ludności, natomiast pod względem powierzchni na miejscu 1317.